# Роуз Ен Вујић
Роуз Ен Вујић (енгл. Rose Ann Vuich; Катлер, 27. јануар 1927 — Дајнуба, 30. август 2001) била је друга генерација Американки српског порекла, која је била чланица Сената Калифорније од 1976. до 1992. године. Са 50 година постала је прва жена чланица Сената Калифорније.

## Биографија
Роуз је рођена у Катлеру, Калифорнија, 27. јануара 1927. године. Пореклом је из Србије, Вујићеви су се населили у Катлер да узгајају агруме, маслине и воћке. Врста беле брескве коју су узгајали касније је названа "Роуз Ен" у њену част.
Роуз се преселила у оближњи град Дајнуба у Калифорнији и постаје порески рачуновођа. Касније је постала члан Одбора Окружне болнице Алта и председник Привредне коморе Дајнуба.

## Политичка каријера
Мало њих је у почетку приметило када је она изабрана да замени претпостављеног демократског кандидата за упражњено место у државном Сенату 1976, пошто је област гласала за републиканце на већини избора. Међутим, постигла је једно од највећих узнемиравања у држави те године када је тесно победила Ернеста Моблија, десетогодишњег републиканског посланика, на општим изборима.

### Прва жена сенатор
Упркос томе што ју је номиновао, демократски клуб није веровао да ће жена успети у политици Сената. Током наредних шеснаест година, Вујићева ће доказати да њена љубазност није знак слабости и да је то што је жена не спречава да буде моћни лидер.
Након њеног избора, Вујићева је брзо постала популарна у свом округу због свог скромног понашања и политичке независности. Она се у неколико наврата разилазила са својом странком око питања пољопривреде и спровођења закона.
Нашавши задовољство у држању ван равнотеже и републиканаца и демократа, стекла је навику да никоме не даје до знања како ће гласати док не дође време за прозивку.
Као прва сенаторка у држави, Вујићева би се оглашавала кад год би се њене колеге сенатори обраћали колективним члановима Сената са „господо“, како би их подсетила да комора више није искључиво за мушки пол. Њен избор је такође довео до стварања првог женског купатила у главном граду државе. Купатило, које се налази иза сенатског пода, и даље се назива "Роуз рум"- The Rose Room.
Као законодавац, Роуз је много путовала и израсла је у снажног заговорника пољопривреде Централне долине. Познато је да је Сенату доносила свеже производе, ускраћивала их својим колегама док јој се није пружила прилика да објасни колико је пољопривредна индустрија била корисна за опште здравље државе. Она је на крају аутор закона који је створио Калифорнијску трговинску агенцију.
Она је поново изабрана са импресивном разликом — 72% 1980. и 76% 1984. године. На последњим изборима 1988. године, она се кандидовала без противљења. Роуз се повукла из политике 1992. године.

## Смрт и наслеђе
У 74. години, Вујићева је умрла у свом дому у Дајнуби 30. августа 2001. године. Узрок смрти биле су компликације Паркинсонове и Алцхајмерове болести. Иза Вујићеве, која се никада није удавала, остали су рођаци.
Награду за етичко лидерство Роуз Ен Вујић сваке године додељује Kenneth L. Maddy Institute на Државном универзитету Калифорније, Фресно, особи која је показала „интегритет, снагу карактера, узорно етичко понашање, способност да се изгради консензус, служећи јавном интересу и визији за унапређење заједнице“. Добитници ове награде су: Хуан Арамбула (2002) и Кал Дули (2004).
Размена State Route 41 и State Route 180 у Фресну у Калифорнији је названа Роуз Ен Вујић Interchange, а 2006. године, Сала за саслушање 2040 у Капитолу државе Калифорније је преименована у Роуз Ен Вујић Hearing Room.  Парк Роуз Ен Вујић, назван у њену част, налази се у граду Дајнуба у Калифорнији.